# San Pedro del Valle
San Pedro del Valle ist eine kleine westspanische Gemeinde (municipio) in der Provinz Salamanca in der Autonomen Gemeinschaft Kastilien-León. 2024 hatte die Gemeinde 145 Einwohner. Neben dem Hauptort San Pedro del Valle gehören die Ortschaften Carrascal de Velambélez, Torrecilla del Río und La Narra sowie die Wüstung Santibáñez.

## Geographie
San Pedro del Valle befindet sich etwa 22 Kilometer westnordwestlich vom Stadtzentrum der Provinzhauptstadt Salamanca in einer Höhe von 790 m. Der Río Tormes begrenzt die Gemeinde im Norden.

## Bevölkerungsentwicklung
| Jahr      | 1900 | 1920 | 1950 | 1970 | 1981 | 1991 | 2001 | 2011 | 2021 |
| Einwohner | 423  | 392  | 435  | 294  | 207  | 149  | 133  | 146  | 132  |

## Sehenswürdigkeiten
- Peterskirche (Iglesia de San Pedro Apóstol)
- Kirche Unser Lieben Frau (Iglesia de Nuestra Señora del Castillo) in Carrascal de Velambélez

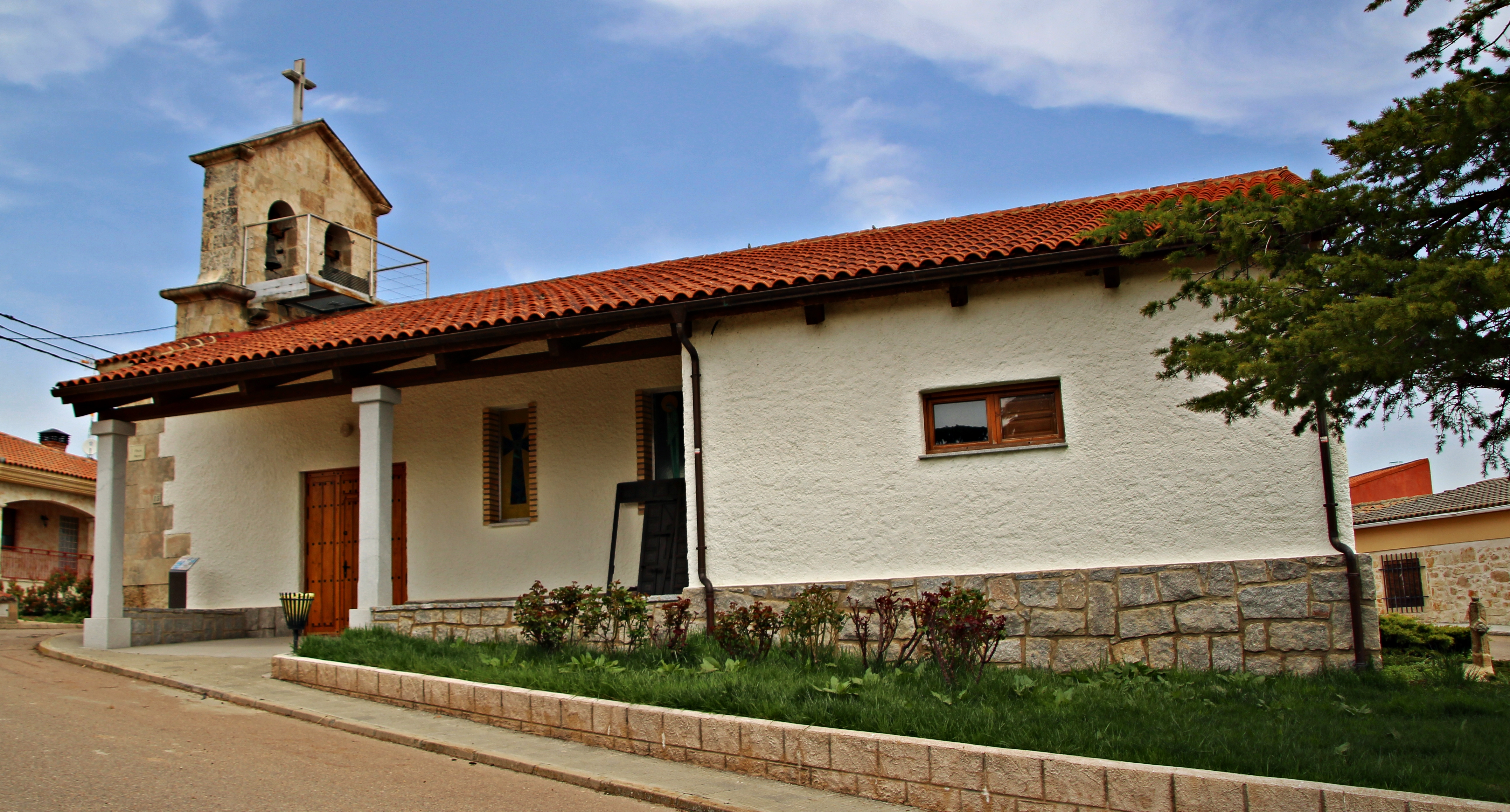
Peterskirche
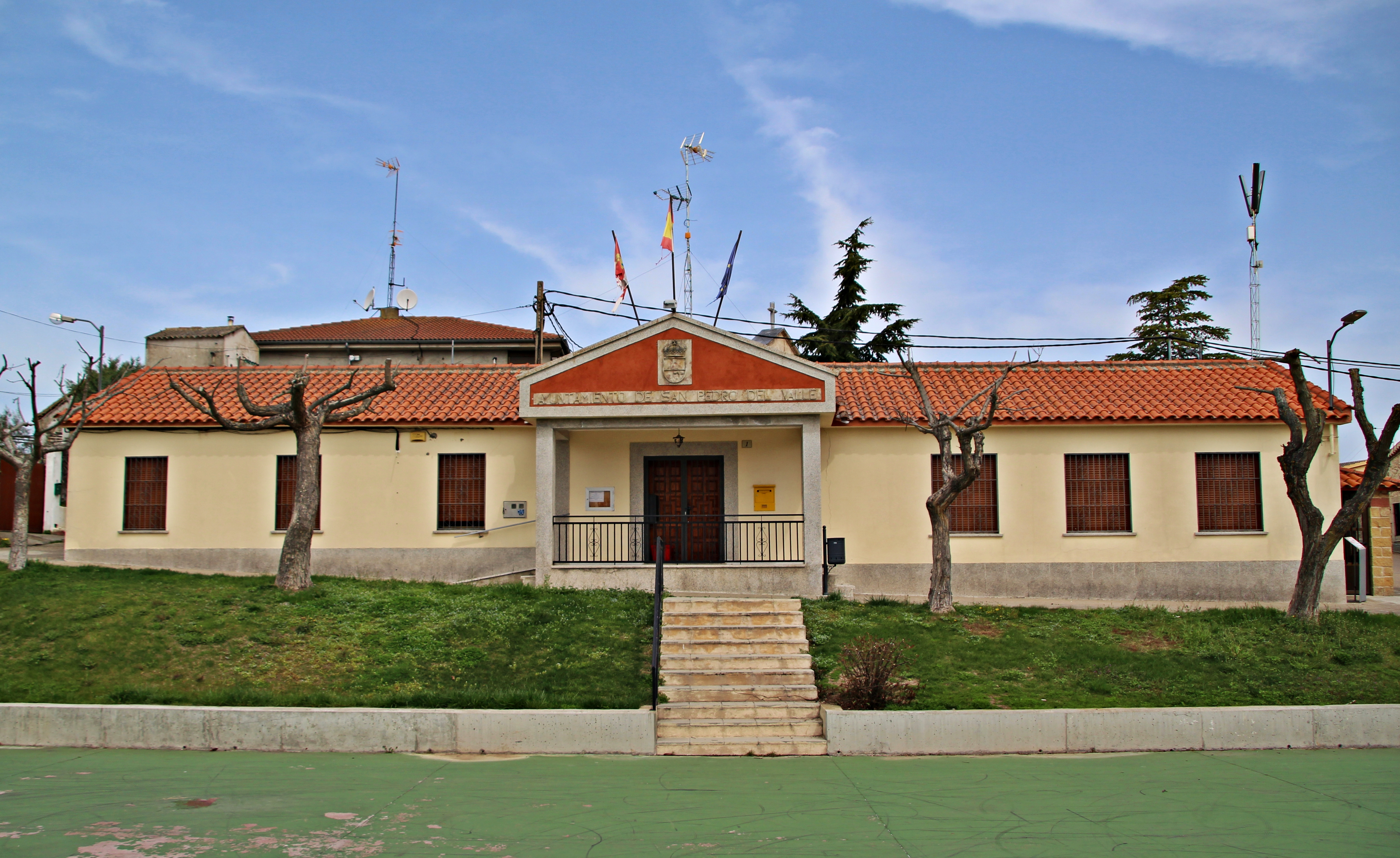
Rathaus